# La Dives
Le Prins Willem V est un paquebot néerlandais lancé en 1897, renommé La Dives après être passé sous pavillon français en 1915. Il est torpillé en Méditerranée en 1918.

## Carrière sous pavillon Néerlandais

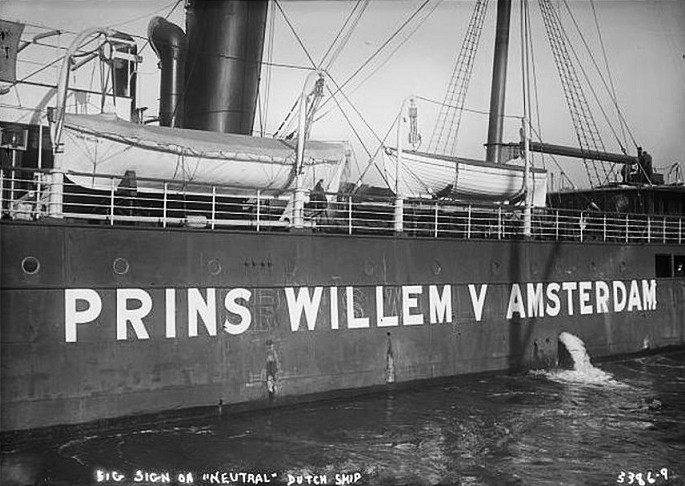
Le Prins Willem V avec les caractéristiques d'un bâtiment neutre.

Lancé le 15 mai 1897 sous le nom de Prins Willem V pour l'armateur néerlandais Royal West India Mail Service, le paquebot est mis en service sur une ligne reliant Amsterdam, les Antilles et New York.

## Carrière sous pavillon français
Racheté par la Compagnie générale transatlantique en 1915, il est renommé La Dives et est affecté aux lignes secondaires de la Méditerranée en décembre. Parti de Marseille pour Bougie le 1 août 1917 à 12h40 avec 353 passagers civils et militaires, le navire est attaqué dans son arrière par 2 sous-marins. Des décisions sont vite prises ; tandis qu'un signal de détresse est émis, on augmente son allure. La navire, qui avait été armé au vu du contexte, commence à riposter avec la pièce de 75 mm située à l'arrière alors que des obus tombent à proximité. Après 17 coups tirés, les sous-marins cessent la poursuite vers 21h. Les deux sous-marins allemands ne seront pas identifiés clairement. 
Le 10 octobre 1917 à 3h15, durant une traversée Marseille-Alger, il échappe une seconde fois à une attaque d'un sous-marin grâce à ses gaz fumigènes.

## Naufrage
La Dives quitte Marseille vers 16h le 30 janvier 1918 pour Bougie en compagnie des vapeurs Saint Servan Saint Clair et Fossili, ainsi que de trois chalutiers armés français en escorte. Son cap est modifié le jour suivant à 12h du fait de la rencontre de nombreuses épaves et du signalement de sous-marins ennemis dans la zone.
Le 1er février à 10h le convoi se sépare ; La Dives et le Fossili sont escortés par le chalutier Vega vers Bougie. Peu de temps après, alors qu'il fait route à 10 nœuds, une torpille lancée par le sous-marin allemand UB 52 est aperçue à 150 m sur bâbord. Une manœuvre est aussitôt entreprise mais la torpille le percute sur l'arrière à 3 m sous la ligne de flottaison à la position 37°41 N 04°53 E. Une violente explosion se produit, faisant voler à une grande hauteur toutes sortes de débris, dont la pièce de 75 mm qui retombe sur le canonnier de garde Louis Beaulier. Trois embarcations de l’arrière sont hors d’usage sur les 7 canots et les 17 radeaux qui composent le bord.
Immédiatement après l'explosion, l'ordre d'évacuer le navire est donné. L'eau s'engouffre rapidement dans les cales et les salles des machines ; le navire commence à s'enfoncer. La rapidité de la réaction et l'aide du Vega permettront à une grande partie des 351 passagers d'être sauvée. 7 à 8 minutes après l’explosion de la torpille, le navire se dresse verticalement, proue en l’air, et s’enfonce d’un seul coup. 119 passagers et hommes d’équipage de La Dives périssent. Parmi les disparus figurent le commandant André Bonelli, qui est resté sur la passerelle jusqu’au dernier moment, et le second capitaine Jean Sers. Durant les jours qui suivront, de nombreux corps seront repêchés sur les cotes algériennes.